# Theo Kelchtermans
Theodoor René (Theo) Kelchtermans (Peer, 27 juni 1943) is een voormalig Belgisch politicus voor de CD&V.

## Levensloop
Theodoor Kelchtermans studeerde af als licentiaat in de toegepaste psychologie aan de Katholieke Universiteit Leuven. Hij werkte als consulent bij het PMS-centrum van Neerpelt. Hij was van 1975 tot 1985 lid van de Gewestelijke Economische Raad voor Vlaanderen (GERV).

### Politieke carrière
Kelchtermans was van 1980 tot 2013 burgemeester van Peer, waar hij eerder van 1977 tot 1980 schepen was. Van 1974 tot 1981 was hij tevens provincieraadslid van Limburg. In 2013 stopte hij als burgemeester van Peer, waarna hij opgevolgd werd door Steven Matheï.
Hij had ook een parlementaire loopbaan: van 1981 tot 1991 en van 2003 tot 2007 was hij lid van de Kamer van volksvertegenwoordigers, van 1991 tot 1995 en van 1999 tot 2003 was hij rechtstreeks verkozen senator in de Senaat. In de periode december 1981-mei 1995 had hij als gevolg van het toen bestaande dubbelmandaat ook zitting in de Vlaamse Raad, de voorloper van het huidige Vlaams Parlement. Bij de eerste rechtstreekse verkiezingen voor het Vlaams Parlement van 21 mei 1995 werd hij verkozen in de kieskring Hasselt-Tongeren-Maaseik. Hij bleef gedurende één maand Vlaams volksvertegenwoordiger, tot hij opnieuw de eed aflegde als Vlaams minister op 20 juni 1995.
Tussen 1985 en 1999 had hij tevens verschillende ministerposten in de Vlaamse Executieve (1985-1995) en de Vlaamse regering (1995-1999). Van december 1985 tot januari 1988 was hij gemeenschapsminister van Onderwijs en Vorming in de regering-Geens II, van januari tot oktober 1988 was hij gemeenschapsminister van Tewerkstelling, Vorming en Openbaar Ambt in de regering-Geens III, van oktober 1988 tot januari 1992 was hij gemeenschapsminister van Leefmilieu, Natuurbehoud en Landrichting  in de regering-Geens IV en in januari 1992 gemeenschapsminister van Openbare Werken, Vervoer en Ruimtelijke Ordening en de regering-Van den Brande I, van januari 1992 tot juni 1995 was hij gemeenschapsminister van Openbare Werken, Ruimtelijke Ordening en Binnenlandse Aangelegenheden in de regering-Van den Brande II en de regering-Van den Brande III en van juni 1995 tot juli 1999 was hij ten slotte Vlaams minister van Leefmilieu en Tewerkstelling in de regering-Van den Brande IV.
Hij dankt zijn nationale bekendheid aan zijn tijd als Vlaams minister van Leefmilieu. In die hoedanigheid zorgde hij voor de invoering van de milieubox. De dure dozen bleken erg gebruiksonvriendelijk en ook de aanbesteding ervan verliep niet volgens het boekje. Kelchtermans' naam werd in het onderzoek genoemd, maar er werd hem niets ten laste gelegd. Uit zijn ministertijd stammen ook de gemeenschappelijke krachtlijnen voor een samenhangend personeelsbeleid in de lokale en regionale besturen, beter bekend als de Krachtlijnen Kelchtermans.

### Overige functies
In 2004 volgde hij zijn broer Mathieu op als voorzitter van het Limburgs Universitair Centrum (vanaf 2005 Universiteit Hasselt). In 2010 werd hij opgevolgd door partijgenoot Leo Delcroix. In deze hoedanigheid was hij ook voorzitter van de Transnationale Universiteit Limburg.
Hij was ook commissaris van de Nederlandse milieugroep Van Gansewinkel, adviseur bij het Limburgse bedrijf Groep Machiels en bestuurder van de familiale bekistingsproducent Becona, evenals voorzitter van de raad van bestuur van het milieu-adviesbureau M-Tech.

## Eretekens
- België: Grootkruis Orde van Leopold II, KB 5 juni 2007
- België: Ridder in de Leopoldsorde, KB 9 juni 1999